# Løstad
Løstad är en tätort i Nittedals kommun i Akershus fylke i sydöstra Norge. Orten ligger cirka nio kilometer norr om kommunens centralort Rotnes. 